# Ӭ
ダイエレシス付E（大文字Ӭ、小文字ӭ）は、キリル文字のひとつ。Эにトレマ（ダイエレシス）を付した文字であり、キルディン・サーミ語で使用するほか、1924年から1927年の間、モクシャ語でも使用され、ロシア語で使用することも提案されたが、採用されていない。

## 発音
- キルディン・サーミ語：口蓋化した破裂音/nʲ, tʲ, dʲ/に続く非円唇前舌半狭母音（IPA：/e/）
- モクシャ語：非円唇前舌狭めの広母音（IPA：/æ/）

## アルファベット上の位置
- キルディン・サーミ語：第41字母
- モクシャ語：第38字母

## 符号位置
| 大文字 | Unicode | JIS X 0213 | 文字参照        | 小文字 | Unicode | JIS X 0213 | 文字参照        | 備考 |
| ------ | ------- | ---------- | --------------- | ------ | ------- | ---------- | --------------- | ---- |
| Ӭ      | U+04EC  | -          | &#x4EC; &#1260; | ӭ      | U+04ED  | -          | &#x4ED; &#1261; |      |